# Saraperos de Saltillo
Les Saraperos de Saltillo sont un club mexicain de baseball de la Ligue mexicaine de baseball située à Saltillo. Les Saraperos, champions en titre, évoluent à domicile à l'Estadio Francisco I. Madero, enceinte de 16 000 places.

## Histoire

Ancien logo

## Palmarès
- Champion de la Ligue mexicaine de baseball (3) : 1980, 2009, 2010
- Vice-champion de la Ligue mexicaine de baseball (6) : 1971, 1972, 1973, 1988, 2004, 2005